# Free Inquiry

Le Free Inquiry est un magazine bimensuel faisant la promotion de l'humanisme séculaire, publié par le Council for Secular Humanism. 
Les articles du magazine traitent d'une grande varitété de sujets regardés sous l'angle de la libre-pensée. Les thèmes récurrents sont le sécularisme, la science, la religion, ou encore la philosophie appliquée. Des spécialistes, notamment des universitaires en science ou en philosophie, apportent régulièrement leur contribution au magazine. 

## Controverses
Dans l'édition d'avril-mai 2006 du Free Inquiry, le magazine publie quatre caricatures de Mahomet apparaissant dans le journal danois Jyllands-Posten alors au cœur d'une polémique et de manifestations violentes dans le monde musulman. Ces publications ont alimenté les discussions sur l'auto-censure dans la presse nationale et internationale, et le sujet a été traité par CBS News, le Washington Post ou encore le New York Times.

## Intervenants
Les contributeurs réguliers au magazine sont :
| - Arthur Caplan – Professeur de bioéthique et de science - Richard Dawkins – Professeur de biologie et écrivain - Shadia Drury – Professeur de philosophie et de science politique | - Sam Harris – Spécialiste en neuroscience et écrivain - Nat Hentoff – Professeur d'Histoire - Christopher Hitchens – Journaliste et écrivain - Wendy Kaminer – Ecrivain | - Tibor Machan – Professeur de philosophie - PZ Myers – Professeur de biologie à l'Université du Minnesota Morris (UMM) et écrivain - Peter Singer – Professeur de bioéthique et de philosophie - Katrina Voss – Présentatrice météo |